# Albert Margai
Albert Michael Margai (Gbangbatoke, 10 oktober 1910 - 18 december 1980) was van 1964 tot 1967 minister-president van Sierra Leone.
Margai was de jongere broer van Milton Margai (1895-1964). Hij volgde onderwijs aan St. Edward's School in Freetown en werkte daarna van 1931 tot 1944 als verpleegkundige. Hij studeerde vervolgens van 1944 tot 1948 rechten in Groot-Brittannië en was daarna werkzaam als advocaat in Sierra Leone.
In 1949 was Albert Margai samen met zijn broer, Milton Margai, betrokken bij de oprichting van de Sierra Leone National Party (SLNP). In 1951 werd Albert Margai in de Wetgevende Vergadering van de kolonie gekozen. Van 1951 tot 1964 beheerde hij de departementen van Landbouw, Natuurlijke Hulpbronnen en Financiën. In 1952 werd hij minister van Onderwijs. In 1958 werd hij tot voorzitter van de Sierra Leone National Party gekozen. Dit veroorzaakte een breuk met zijn broer, Milton Margai, die uit de partij trad en de Sierra Leone People's Party (SLPP) oprichtte. 
Op 27 april 1961 werd Sierra Leone onafhankelijk en werd Milton Margai premier. In 1962 fuseerde de SLNP van Albert Margai met de SLPP. In hetzelfde jaar werd Albert Margai in het parlement gekozen en oprichter-directeur van de Centrale Bank van Sierra Leone. Van 1962 tot 1964 was hij minister van Financiën.
Na de dood van zijn broer in april 1964 werd Albert Milton minister-president van Sierra Leone. In tegenstelling tot zijn broer, die een op Groot-Brittannië gerichte koers voer, richtte Albert Margai zich ook op de nieuwe Afrikaanse staten, met name Guinee en Ghana. 
Tijdens zijn korte premierschap zette hij zich in voor emacipatie van de vrouw en trachtte hij de macht van de traditionele chiefs te breken. In 1967 verloor hij de verkiezingen. Hij weigerde zich neer te leggen bij de uitslag. Het leger pleegde daarop een coup en herstelde Albert Margai in zijn functie als premier. Enige tijd later vond er een contra-coup plaats en werd Albert Margai afgezet.

## Trivia
In 1965 werd hij geridderd tot Sir.